# كايل كارتر
كايل كارتر (بالإنجليزية: Kyle Carter)‏ هو لاعب كرة قدم أمريكية أمريكي، ولد في 17 ديسمبر 1992 في نيو كاسل في الولايات المتحدة.

## وصلات خارجية
- كايل كارتر على موقع مرجع كرة القدم المحترفة.كوم (الإنجليزية)